# Alexandra av Danmark
Alexandra av Danmark, Alexandra Carolina Marie Charlotte Louise Julia, född 1 december 1844 i Köpenhamn, död 20 november 1925 på Sandringham House i Norfolk, var gift med Edvard VII av Storbritannien 1863–1910 och var som dennes hustru brittisk drottning och indisk kejsarinna 1901–1910. Hon var dotter till Kristian IX av Danmark och Louise av Hessen-Kassel.  
Alexandra var kronprinsessa längre än någon annan före henne och åtnjöt stor popularitet i Storbritannien, där hon bland annat blev en modeikon. Trots försök att påverka politiken till förmån för det danska och grekiska kungahuset, begränsade sig hennes inflytande till okontroversiella välgörenhets- och representationsuppgifter.

## Uppväxt
Alexandra fick en enkel uppväxt med familjen i Det Gule Palæ i Köpenhamn. Hon sydde sina egna kläder och passade upp vid bordet. Under hennes barndom ska Hans Christian Andersen ibland ha läst godnattsagor för henne och hennes syskon. Hennes far blev 1852 Danmarks tronföljare, men familjen umgicks inte vid hovet hos Fredrik VII av Danmark, och hade dålig ekonomi. Hon tog lektioner i simning hos pionjären för simning för kvinnor, Nancy Edberg.

## Prinsessa av Wales

### Giftermål
Alexandra utvaldes som brud åt Edvard, den dåvarande prinsen av Wales, av det brittiska kungahuset efter att flera tyska prinsessor valts bort, vilket kvarlämnade henne som "den enda kvar att välja".
Kriterierna var att Edvards brud skulle vara en protestantisk prinsessa, vilket begränsade valet till Tyskland, Danmark och Sverige. Den svenska prinsessan, Lovisa av Sverige, avfärdades direkt som alltför ung. De just då tillgängliga tyska prinsessorna avfärdades en efter en. Det ansågs nödvändigt att Edvards brud skulle vara vacker, och Alexandra ansågs i det fallet vara överlägsen.  
Drottning Viktoria ogillade valet av en dansk prinsessa eftersom Danmark var fiende till Tyskland (Preussen) där hennes egen dotter var kronprinsessa.
Så småningom kom drottning Viktoria, Walburga Paget och Viktoria fram till att Alexandra var det enda val som ansågs kunna väcka entusiasm hos Edvard. Man kom fram till att välja henne på villkor att Alexandra skulle hålla sig utanför alla former av politisk verksamhet, vilket skulle neutralisera problemen mellan Danmark och Preussen.
Den 24 september 1861 presenterades hon för Edvard av den tyska kronprinsessan Viktoria i Speyer. Ett andra möte arrangerades mellan Alexandra och Edvard några månader senare. Denna gång presenterades hon också för drottning Viktoria. Frieriet framfördes 9 september 1862 i Belgien. 
Vid hennes ankomst till Gravesend i Kent den 7 mars 1863, komponerade Arthur Sullivan musik och hovpoeten Alfred Tennyson ett poem till henne. Tre dagar senare gifte hon sig med prinsen av Wales i St. George's Chapel vid Windsor Castle. 
Bröllopet kritiserades eftersom relativt det, för att vara ett kunglig bröllop, var en privat och icke offentlig vigsel, och få personer blev inbjudna eller hade möjlighet att se det. På grund av sorgeperioden efter prins Albert var det också på många sätt dämpat – bland annat fick de kvinnliga gästerna endast bära grå, lila eller malvafärgade kläder. Smekmånaden tillbringades sedan på Isle of Wight. 

### Privatliv

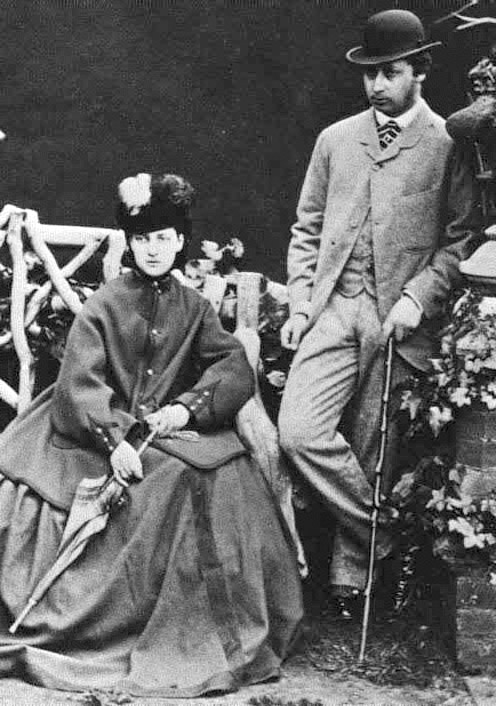
Förlovningsfotografi

Paret bodde på Marlborough House i London och på sin lantegendom Sandringham House. Äktenskapet anses av historiker ha varit relativt lyckligt. Paret delade intressen och visade ofta en enad front mot den övriga kungafamiljen i olika frågor; det är också känt att Edvard, även om han ofta var otrogen, i andra avseenden var lojal mot Alexandra: tog hennes sida under konflikter och inte tillät kritik mot henne. Alexandra å sin sida stod på samma sätt på Edvards sida i den rad av skandaler han blev inblandad i under sin långa tid som tronföljare. 
Edvard kritiserades efter hand för att försumma henne, särskilt på grund av hans likgiltighet för henne under hennes allvarliga sjukdom (reumatisk feber) år 1867, och de levde periodvis ganska skilda liv – hans sjukdom 1871 (tyfoid) innebar en viss försoning. De semestrade vanligen på skilda håll; han vanligen i Tyskland eller Frankrike, medan hon besökte familjen i Danmark. 
Edvard led av rastlöshet och ett behov av ständig underhållning, och han var notoriskt otrogen och ägnade sig med tiden alltmer åt andra; han hade förhållanden med bland andra Susan Vane-Tempest (1864-1871), skådespelaren Hortense Schneider (1869), Patsy Cornwallis-West (1870-1872), skådespelaren Lillie Langtry (1877-1881), grevinnan Daisy Greville (1886-1898), företagaren Rosa Lewis (1890-talet), välgörenhetsaktivisten Agnes Keyser (1898-1910) och societetsdamen Alice Keppel (1898-1910). Han noterades under sitt besök på Parisutställningen 1867 ha träffat demimonder (lyxkurtisaner), och besökte regelbundet bordellen Le Chabanais i Paris, vilket noterades av polisen.
Vanligen ignorerade Alexandra Edvards otrohet. Hon ska ha betett sig tillmötesgående mot Lily Langtry i sällskapslivet men ogillat Daisy Greville som person. 
Det finns inga tecken på att Alexandra å sin sida hade några andra sexuella förhållanden. Däremot hade hon ett romantiskt förhållande som inte ansågs vara sexuellt. Från i alla fall 1868 och framåt hade paret Oliver Montagu, yngre son till Lord Sandwich, anställd som "extra equerry". Det var allmänt känt att Montagu var förälskad i Alexandra, som å sin sida dansade den första dansen på baler med honom och ständigt umgicks med honom, men detta förhållande var accepterat av både Edvard, drottning Viktoria och av societeten, därför att det sades vara en platonisk romantisk vänskap, en typ av förhållande som accepterades i den viktorianska kulturen eftersom den inte var fysisk, även om den i övrigt innehöll romantiska känslor. Oliver Montagu och Alexandra var båda djupt religiösa, något som tycks ha övertygat omgivningen om att de inte omsatte känslorna i fysiskt umgänge, och sades ofta diskutera religion med varanda. 
Oliver Montagu skrev i ett privat brev till sin far, medan Edvards otrohet med Lily Langtry pågick öppet:
"Outwardly he is a noisy crowing brute but if everyone knew what his inward feelings are and what he had to go through inwardly they would not envy him his existence. I known not nor have I read of anyone put into the unfortunate position I have been and and yet, thank God, to have got through the worst without much damage to others".
1868 blev Edvard indragen i en av tidens större skandaler, då han kallades att vittna i Harriet Mordaunts skilsmässorättegång, där han angavs som en av de män med vilka Harriet Mordaunt hade bedragit sin man med. Harriet Mordaunt anklagades av sin make för att vara sinnessjuk, eftersom en kvinna i enlighet med viktoriansk sexualmoral ansågs vara psykiskt sjuk om hon frivilligt hade sexuellt umgänge med flera olika män för nöjes skull. Edvard vittnade till Harriets förmån och nekade till att ha varit hennes älskare, men det hela blev ändå en skandal som svärtade Edvards namn och gav allmänhetens sympati till Alexandra; efter Mordauntskandalen betraktades Edvard allmänt som en otrogen äkta make.
1876 blev paret inblandad i en omtalad skandal. Alexandra blev kontaktad av lord Randolph Churchill, som hotade henne med att om hon inte fick Edvard att övertala sin vän, lord Aylesford, att avstå från att skilja sig från Churchills syster, som varit otrogen, skulle Edvard bli indragen som vittne i skilsmässodomstolen, vilket under denna tid ansågs skandalöst. Alexandra kontaktade då drottningen som talade med Edvard, vilket ledde till en brytning med Randolph Churchill.
Relationen mellan Alexandra och drottning Viktoria var komplicerad. En fråga var deras motsatta syn på Tyskland, som Alexandra var kritisk till och Viktoria favoriserade. Både Alexandra och Edvard kände sig besvärade av Viktorias ständiga förhållningsorder om hur de skulle leva sina liv och uppfostra sina barn. Alexandra undvek alltid en öppen konflikt med Viktoria och vinnlade sig om att alltid behandla henne charmerande när de umgicks, men det noteras att Alexandra i slutändan oftast lyckades få sin vilja fram. Ett exempel var Alexandras ovilja att låta Viktoria var närvarande vid hennes barnsängar. För att förhindra Viktorias närvaro vid barnens födslar ändrade Alexandra datum för sina graviditeter, för att efter förlossningen kunna säga att barnet föddes för tidigt. Efter födseln av det tredje barnet 1867 drabbades hon av reumatisk feber, och som en följd av detta blev hon halt.
Enligt kvarlämnad brevväxling hade hon en nära och ömsesidig relation till sina barn, som kallade henne "Motherdear". Alexandra beskrivs som en engagerad förälder, som var lyckligast i barnkammaren. Hennes uppfostran kritiserades av drottning Viktoria, som ansåg att Edvard och Alexandra tillät sina barn att växa upp utan någon disciplin i ett informellt hushåll: deras uppväxt beskrivs som kärleksfull men "ohämmad", och de tilläts till exempel vara uppe sent och umgås med föräldrarnas vuxna gäster under fest. Då äldste sonen dog 1892 behölls hans rum som han lämnat det. 
Hon hade en särskilt nära relation till sin son George, och deras efterlämnade brev illustrerar en relation där han behandlades, och accepterade att behandlas, som ett barn även som vuxen. 
Hon accepterade att hennes söner måste gifta sig eftersom de var tronarvingar, men motsatte sig att döttrarna skulle gifta sig då hon ville behålla dem som sällskap, och lyckades ifråga om sin dotter Victoria. Då hennes son George gifte sig, bosatte han sig med sin familj i York Cottage på Sandringham; relationen till svärdottern beskrivs dock som nära, då hennes svärdotter Mary av Teck var van vid en mor med liknande personlighet. 
Hennes relation till sin födelsefamilj förblev också nära, och hon besökte dem ofta i Danmark och Grekland. Då hennes svåger Alexander III av Ryssland dog 1894 besökte hon sin syster änketsaritsan Maria under sorgetiden, och tog emot Maria i Storbritannien 1876 och 1907.

### Offentlig roll

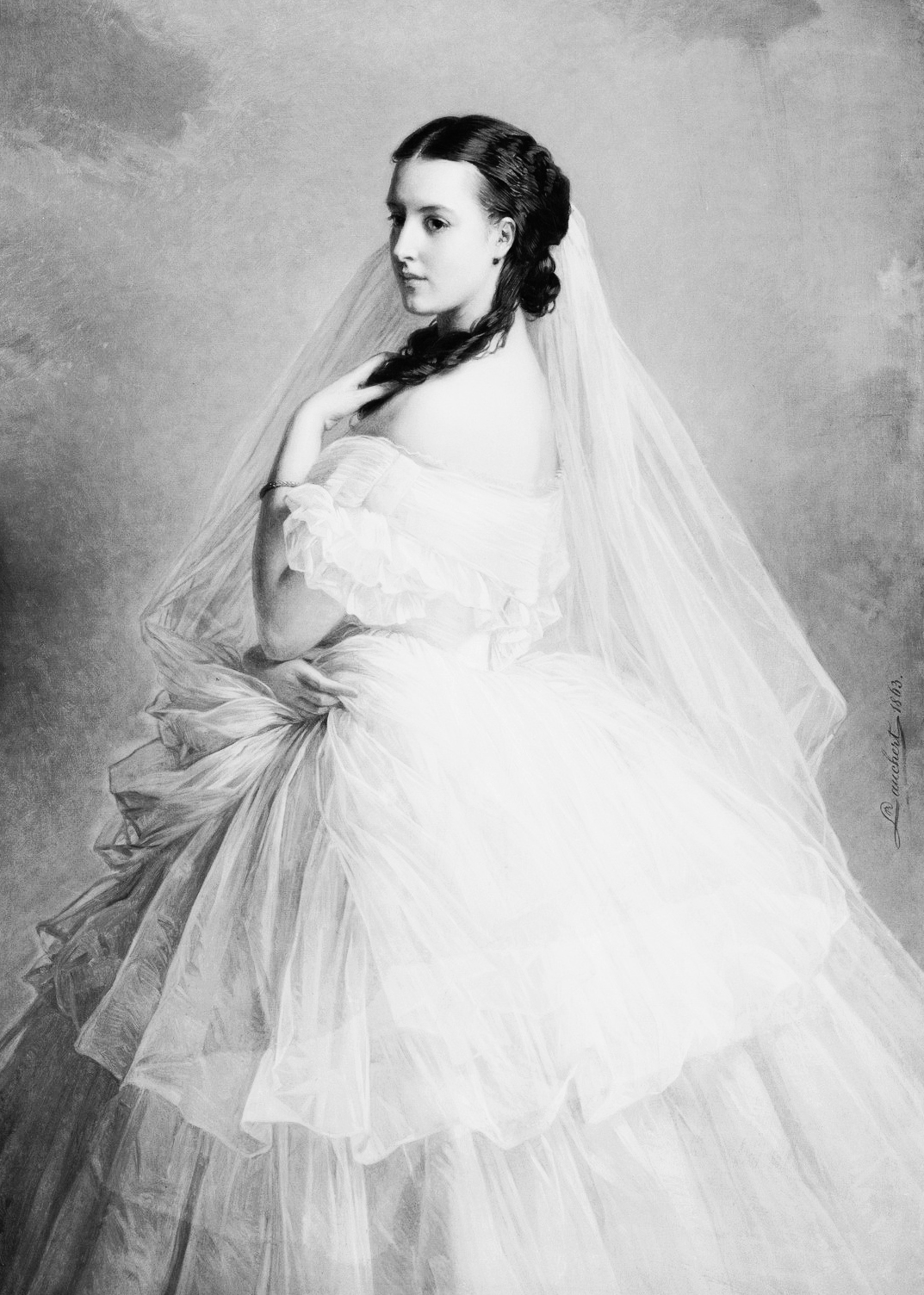
Prinsessan Alexandra av Danmark 1862.

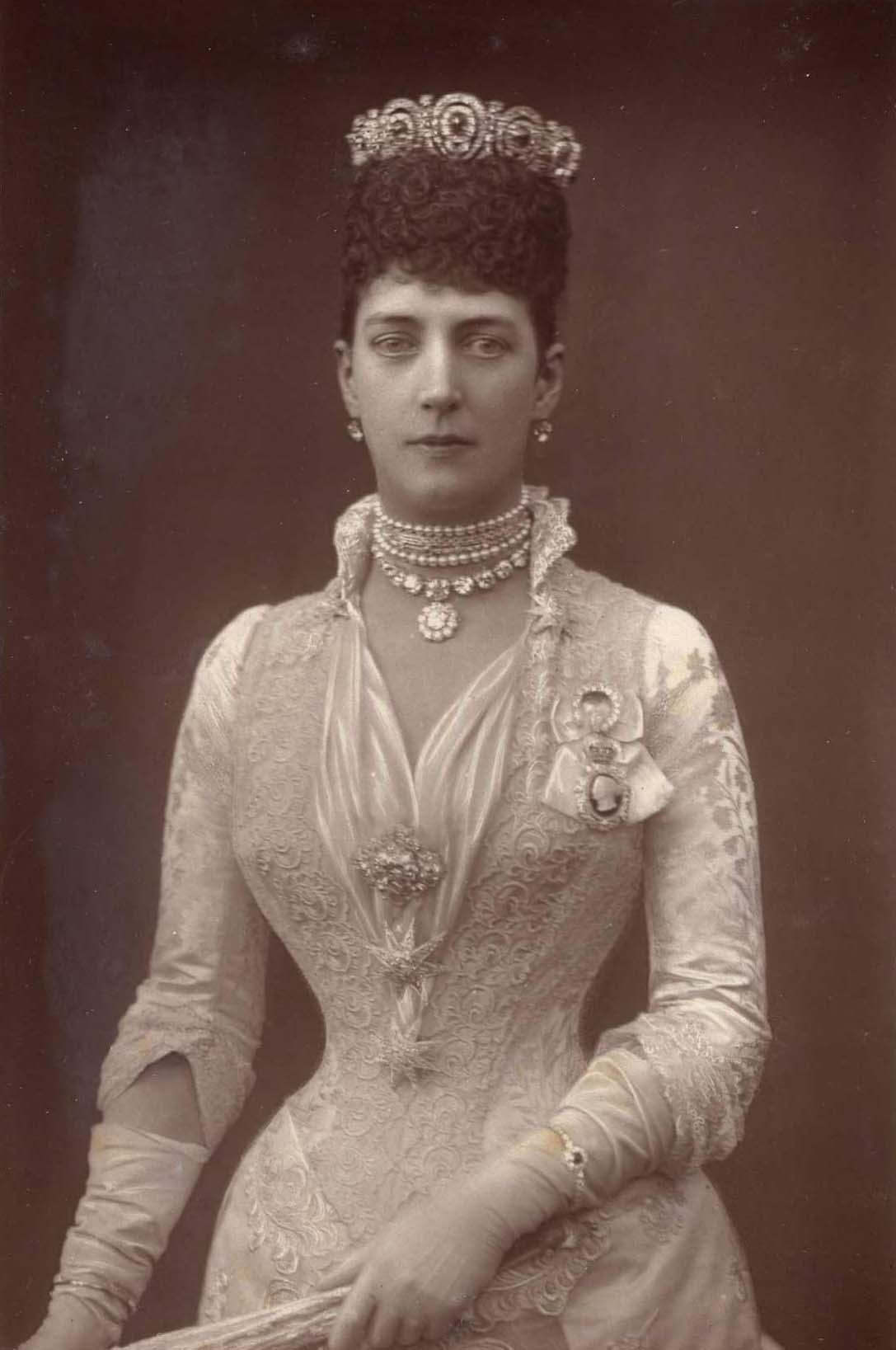
Prinsessan Alexandra av Wales 1889.

Alexandra utförde mycket representationsarbete. Eftersom Viktoria hade isolerat sig från offentligheten på grund av sorgen över sin makes död,  fick Alexandra direkt efter sitt giftermål utföra mycket representation. Hon öppnade basarer, närvarade vid konserter, besökte sjukhus och närvarade vid hovpresentationer i drottning Viktorias ställe. Hon besökte särskilt ofta London Hospital, där hon också mötte Joseph Merrick, känd som "elefantmannen". Genom sin synlighet blev hon snabbt en populär offentlig figur. Endast vid ett tillfälle noterades en fientlighet; då hon 1885 besökte irländska Cork, vilken då var full av medlemmar av självständighetsrörelsen. 
Alexandra saknade i allmänhet intresse för politik utom för utrikespolitik, där hon av familjeskäl stödde Danmark och Grekland. År 1863 blev hennes far monark i Danmark. Samma år blev hennes bror kung i Grekland efter brittisk intervention. Under kriget mellan Danmark och Tyskland 1864 ställde sig Alexandra och Edvard på Danmarks sida vilket orsakade en konflikt med drottning Viktoria och svägerskan, Tysklands kronprinsessa. Tysklands erövring av det danska Schleswig-Holstein gjorde Alexandra starkt antitysk, en åsikt hon överförde på sin make. Ifråga om Grekland verkade hon alltid för sin bror, den grekiska kungens intressen. Hon ansåg att hennes bror hade placerats på Greklands tron med brittisk hjälp, och att Storbritannien därför hade en skyldighet att stödja honom. 1890 motsatte hon sig att Storbritannien avstod före detta danska ön Helgoland till Tyskland i utbyte mot Zanzibar och skrev ett memorandum till Gladstone med motargument.
Alexandra åtföljde maken till besök i Danmark och Sverige 1866. Besöket i Sverige blev officiellt inkognito, men i praktiken accepterade de att bo på kungliga slottet och deltog där i societetslivet som privatpersoner även om de inte utförde några officiella uppgifter. 
Makarna besökte Irland 1868; besöket ägde rum under en tid av en växande irländsk självständighetsrörelse, men Alexandra gjorde sådan succé att det en tid talades om att prinsparet skulle få en motsvarighet till Balmoral och tillbringa några månader på Irland varje år för att dämpa de anti-brittiska känslorna, en tanke Alexandra stödde eftersom hon blivit förtjust i Irland; i slutändan vägrade dock Viktoria att ge sitt tillstånd. 
Hon besökte Österrike, Egypten, Grekland och Krim 1868–1869. Resan gick via Paris, där de mottogs av kejsarparet, till Danmark, där de besökte hennes familj med barnen, som sedan sändes hem; därefter gick resan via Berlin till Wien och sedan via Trieste till Egypten. Under besöket i Egypten besökte hon ensam Khedive Ismails harem. Hon tog även med sig en föräldralös nubisk pojke, Ali Achmet, till Storbritannien, där han döptes.  
Vid besöket i Osmanska riket blev hon den första kvinna att sitta till bords med sultan Abdülâziz. Paret besökte sedan slagfälten i Krim, innan de avlade ett besök i Grekland. 
Hon blev mot sin vilja kvarlämnad då maken 1875–1876 besökte Indien. Edvard ville inte ta med henne och fick stöd av Viktoria, som ogillade tanken att Alexandra skulle vara borta så länge från sina barn. 
Alexandra besökte 1877 Grekland, där hennes bror var kung. Under det rysk-turkiska kriget 1877-78 tog hon parti för Ryssland, och lobbade för en ny gränsdragning till Greklands favör på Turkiets bekostnad. 
Paret besökte Ryssland 1881 för att närvara vid tsarens begravning.
Det andra besöket på Irland 1884 kontrasterade starkt mot det förra, då prinsparet denna gången möttes av burop och aggressiva folkmassor på grund av den då pågående irländska självständighetskampen.
Alexandra grundade en brittisk avdelning av National Society for Aid to the Sick and Wounded in time of War för att stödja de brittiska trupperna i Sudan under kriget där på 1880-talet, och bröt mot röda korsets regler (Societys huvudavdelning  var associerat med det) när hon såg till att organisationen hjälpte och stöttade även fullt friska soldater istället för endast vårda sårade.

### Intressen

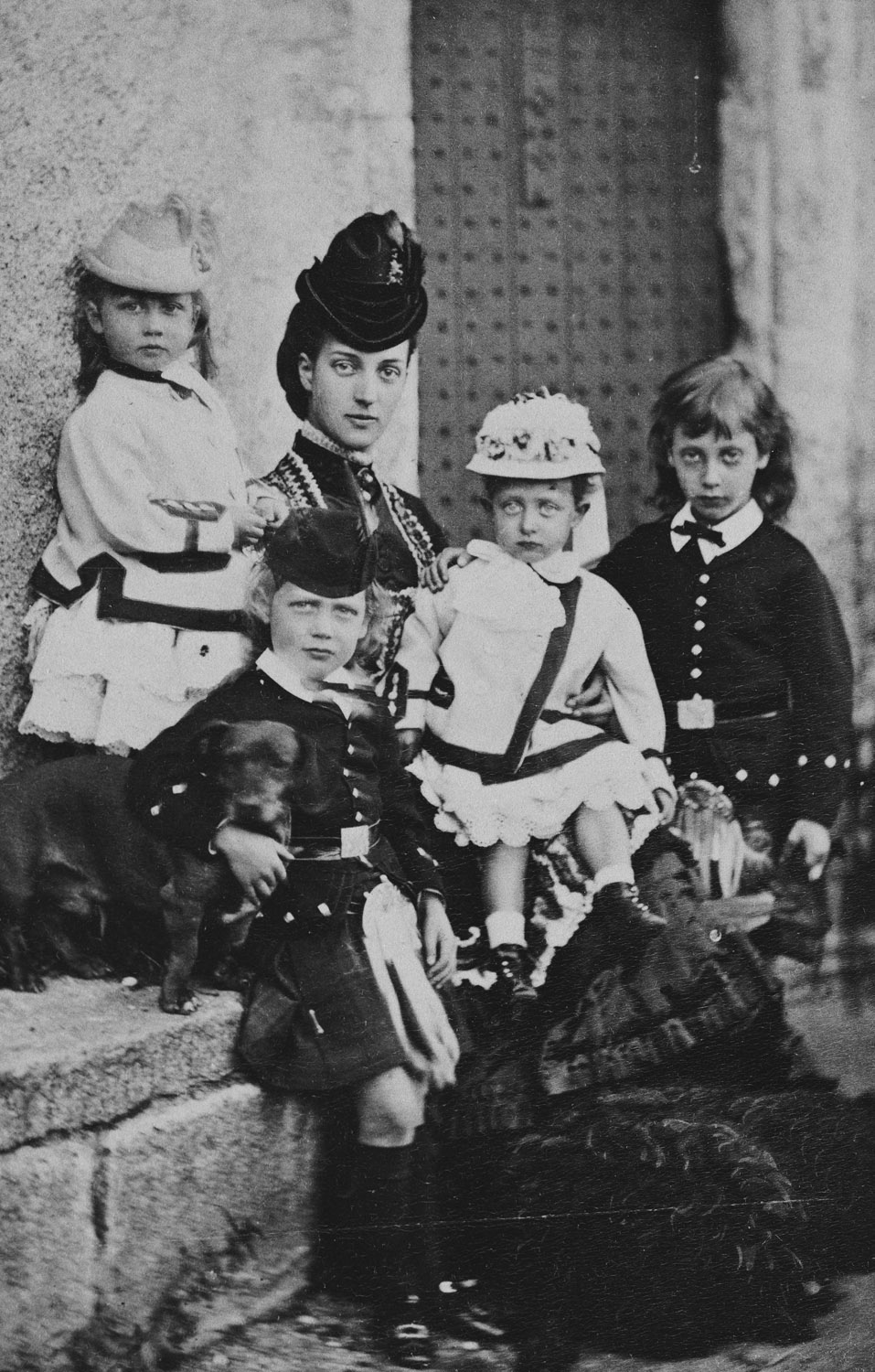
Alexandra med sina barn.

Edvard och Alexandra delade ett gemensamt intresse för ett livligt sällskapsliv, och under de många år när drottning Viktoria själv föredrog att isolera sig på grund av sorgen över sin makes död, gjorde sig Edvard och Alexandra populära som ett centrum för det brittiska societetslivet, där Alexandra blev känd som societetens drottning.  
De hade ständigt många gäster både på Marlborough House när de var i London och i Sandringham House när de vistades på landet; Edvard var en omtyckt sällskapsmänniska, och Alexandra beskrivs som en underhållande värdinna. Hon beskrivs som värdig och charmerande offentligt, och som tillgiven och munter privat. Däremot beskrevs hon aldrig som intelligent. 
Den umgängeskrets de samlade omkring sig fick namnet efter deras hus i staden och kallades "Marlborough House set"; en krets ur den högsta brittiska societeten kring prinsparet som hästkapplöpningar, jakt och spel, som besökte slott på landet ("country houses") under helgerna för att ägna sig åt fester som varade i flera dagar; de ryktades ägna sig åt otrohetsaffärer och en rad skandaler utspelade sig i denna krets under årens lopp, varför de fördömdes av drottning Viktoria som omoraliska och olämpliga som umgänge för tronföljarparet. 
Efter hennes svåra sjukdom 1867 drabbades hon av en tilltagande dövhet, som fick henne att isolera sig alltmer med sina barn, husdjur och en krets av hovfunktionärer, bland vilka nämns hovdamerna lady Frances Macclesfield och Charlotte Knollys, och equerry Dighton Probyn. 
Alexandra lyckades dölja sin dövhet offentligt genom att alltid ha en hovfuktionär närvarande, vars röst hon hade lättare att höra därför att hon var van vid den, och som diskret talade om för henne vad som sades; men det hade en hämmande effekt på hennes deltagande i det livliga sällskapsliv hennes make ägnade sig åt, trots att hon själv av naturen också var en social och extrovert person.
Alexandra tyckte om dans, ridning och skridskoåkning. Hennes jaktintresse irriterade drottning Viktoria, särskilt som hon fortsatte med sina fysiska aktiviteter efter att hon fått barn, och försökte förbjuda henne att ägna sig åt idrottsliga aktiviteter. På sitt vanliga sätt då Alexandra hade fått en förhållningsorder av Viktoria, protesterade hon inte mot den utan åtlydde den först; efter en tid fortsatte hon dock återigen att rida och jaga, och Viktoria ansåg sig då tvungen att finna sig i det. 
Hon var en ivrig amatörfotograf, och publicerade i början av 1900-talet Queen Alexandra's Christmas gift book, som såldes för välgörenhet. 
Alexandra mottog ofta böner om bidrag och brukade svara på de flesta böner om bidrag med att rutinmässigt svara med att skicka en check; hon uppges ha dåligt sinne för ekonomi och inte förstå pengars värde, något som gjorde henne mycket generös, men också ansågs katastrofalt av hennes ekonomiska ansvariga. 
Alexandra kom att bli en stor modeikon. Trots att hon inte lade ut mycket pengar på kläder, ansågs hon ha en naturlig känsla för stil och smak, och från samma år hon gifte sig blev hennes stil ivrigt kopierad och hon själv betraktad som en förebild inom modet, något som fortsatte i decennier framåt. Hennes kläder syddes vanligen hos Redfern men hon gynnade även Doucet i Paris.
Hennes kanske mest kända modedetalj var de s.k. "hundhalsband" som hon gjorde populära; hon bar halsband som täckte hela halsen för att dölja ett ärr, och denna smyckedesign kopierades allmänt. Sedan hon 1867 börjat halta, började till och med vissa kvinnor bära skor med ena sulan högre än den andra för att imitera hennes gångstil. Sedan hennes äldste son och hennes platoniska kärlekspartner Oliver Montagu avlidit 1892-1893, bar hon i fortsättningen endast färger som associerades med lätt sorg, så som vitt, grått, blekt lila och gråblått.

## Drottning

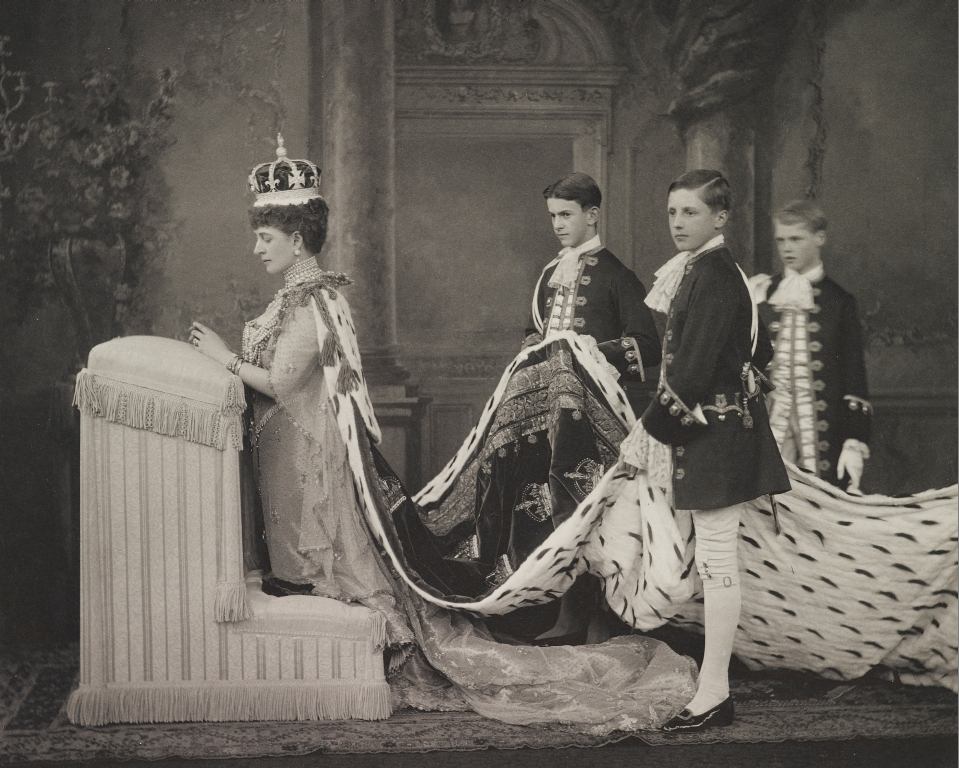
Drottning Alexandra ses knäböjd och bedjande och under kröningscermonin den 9 augusti 1902.

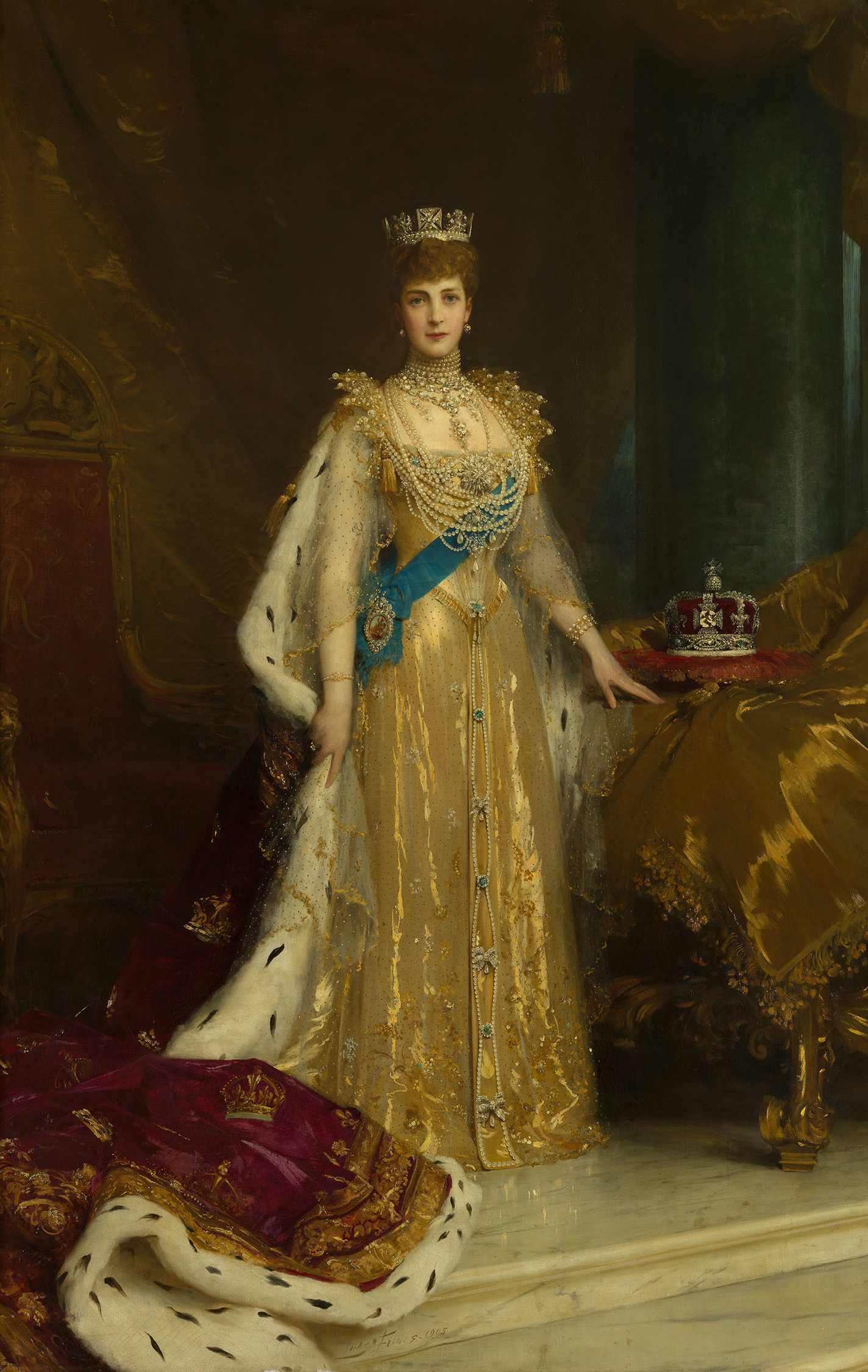
Officielt porträtt

Vid Viktorias död år 1901 blev Alexandra drottning. Hon kröntes tillsammans med Edvard 9 augusti 1902 i Westminster Abbey. Hennes offentliga roll förändrades inte särskilt mycket, eftersom hon redan under sin tid som prinsessa av Wales hade skött de flesta representativa uppgifter i drottning Viktorias ställe, och hon behöll sin personal och de flesta av sina rutiner utan att behöva justera dem särskilt mycket. 
Som drottninggemål hade hon i grunden samma uppgifter som en kronprinsessa: att gynna monarkins rykte och skapa popularitet genom socialt och filantropiskt arbete och representativa uppgifter, och detta var en uppgift hon anses ha lyckats väl med. Till skillnad från Edvard, vars popularitet ofta svängde, var Alexandras popularitet stadigt hög, och hon ansågs fylla positionen som drottning väl genom att kombinera en viktoriansk moral och värdighet med en edvardiansk informalitet. 
Den edvardianska eran var en period när man bröt med många viktorianska ideal och en progressiv reformiver präglade tidsandan, och det lättsamt informella uppträdande som Edvard och Alexandra varit van vid under deras tid som kronprinspar passade därför väl in med vad som var på modet. Alexandra beskrivs som en på många sätt typisk edvardiansk societetsdam; hon läste samma böcker, uppskattade samma pjäser och hade samma åsikter som de flesta andra, och personifierade på såt sätt tidsandans ideal. 
Något som framhålls som en av hennes främsta fördelar i hennes offentliga roll var hennes utseende: trots att Alexandra var över femtio när hon blev drottning, framhölls ofta det faktum att hon fortfarande såg ung ut, ett faktum som väckte fascination och beundran, och hon beskrivs som vacker, slank och graciös. 
En förklaring till detta var det faktum att Alexandra använde sig av smink, något som ännu var ovanligt och inte fullt accepterat bland kvinnor i hennes samhällsklass, men som började bli accepterat just vid denna tid. Hennes unga utseende och skönhet framhålls som en fördel i offentlig representation och var en anledning till varför hon fortfarande var en stor modeikon under hennes tid som drottning. 
År 1905 gjorde hon sitt första statsbesök utan Edvard; i Portugal, där hon gjorde succé. 
Under Edvard och Alexandra blev hovlivet, som varit dämpat och beskrivits som tråkigt under Victorias långa sorgeperiod, återigen en plats för ett livligt sällskapsliv, och Alexandra beskrivs som en livlig värdinna som gärna deltog i fester, spel och skämt.  År 1903 hölls den första statsbalen på Windsor på sextio år, och därefter följde kungaparet samma sällskapsliv i takt med överklassens "säsonger" som de hade gjort under kronprinstiden, något som Victoria hade undvikit. 
Hon beskrivs som typiskt spontan och det noterades att hon ofta var obekymrat försenad till saker och ting och lät kungen vänta. 
Vid den tid Alexandra blev drottning hade hennes dövhet, som långsamt förvärrats sedan 1867, blivit nästan fullständig. Hon dolde sin dövhet genom att upprätthålla en lättsam konversation själv utan att göra det nödvändigt för samtalspartnern att säga något, och gav intryck av att följa med konversationen genom att till exempel skratta då hon såg andra skratta.
Alexandra försökte vid flera tillfällen ingripa politiskt, men lyckades aldrig utöva något inflytande. Edvard litade inte på hennes omdöme i politiska frågor och undanhöll henne offentliga dokument och vissa officiella besök, då man var rädd för att hon skulle försöka utnyttja dessa för politiska ändamål. 
Hennes politiska åsikter grundade sig främst på ett motstånd mot Tyskland, och ett favoriserande av Danmark och Grekland. Hon gjorde sitt första ingripande i politik 1878, då hon influerade Disraeli att inbjuda Osmanska riket till Berlinkongressen och tvinga riket att justera sina gränser till Greklands förmån. Disraeli beskrev det: "I did something yesterday for Greece. It was very difficult but is by no means to be despised. It was all done for Her Royal Higness's sake. I thought of Marlborough House all the time". 
Hon motsatte sig vid alla tillfällen allt som kunde gynna tysk expansionism. År 1890 skrev hon till flera brittiska ministrar och varnade dem för att byta ut den brittiska besittningen i Helgoland mot den tyska besittningen Zanzibar, men utan framgång. I tysk press anklagades hon och hennes syster, den ryska änketsaritsan, för att utgöra centrum i den "internationella antityska konspirationen". Hon ogillade starkt kejsar Vilhelm II av Tyskland och kallade honom för en "inre fiende". 
London Hospital var ett av hennes främsta objekt för välgörenhet, och hon besökte ofta sjukhuset. Hon var engagerad i militära sjukvårdsfrågor, och var ordförande för Nursing Board of the Regular Army liksom för Advisory Council of the Territorial Army Nursing Service. Hon hjälpte också till att etablera den brittiska avdelningen av Röda korset genom att ge den sitt beskydd och därmed attrahera överklassens finansiärer till den, vilket blev avgörande. 1907 underhöll hon delegaterna från International Conference of the Red Cross Societies i London på Windsor. 

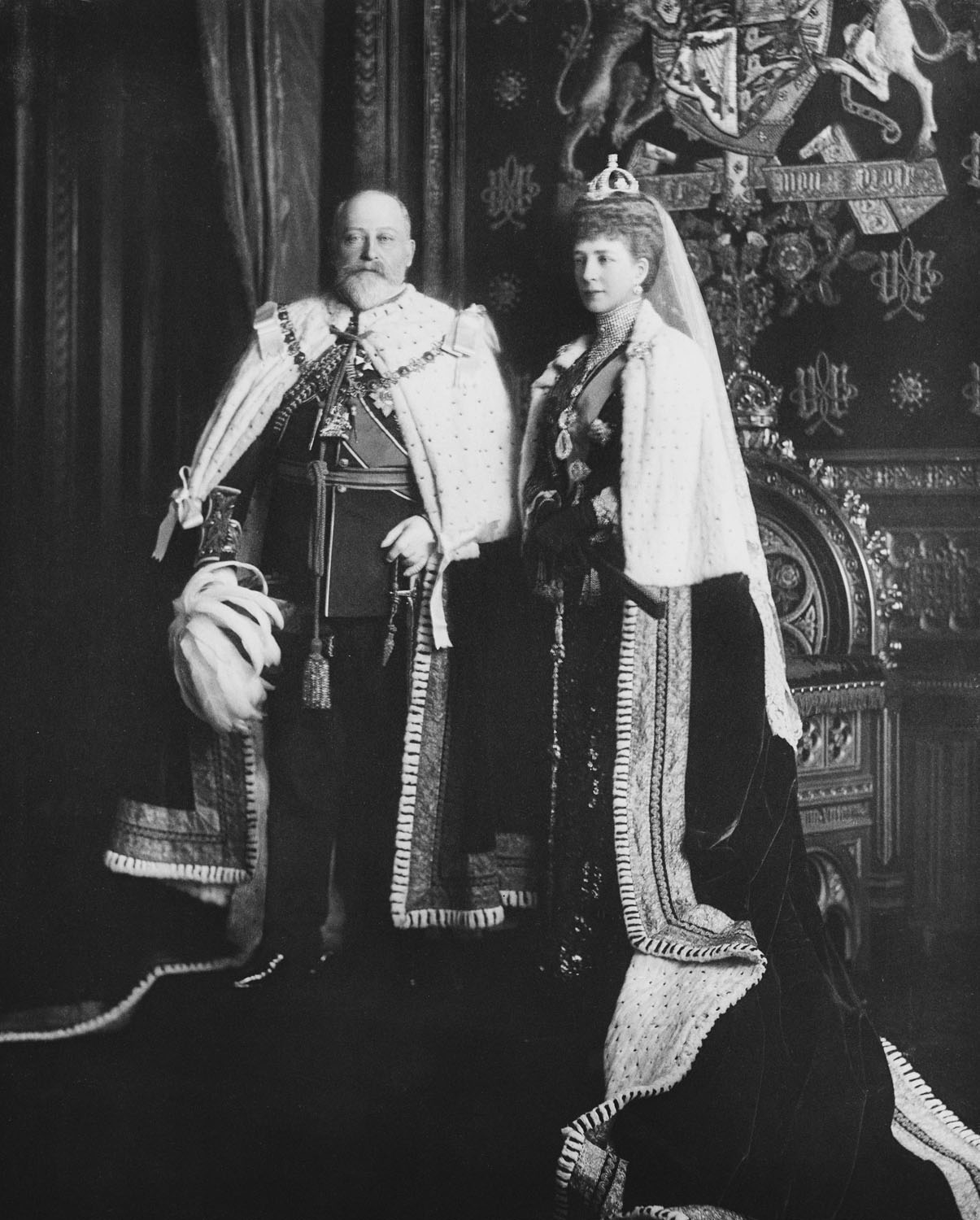
Kung Edward VII med makan Alexandra öppnar det brittiska parlamentet 1910.

År 1910 blev hon den första brittiska drottning som närvarade vid en debatt i parlamentet. Hon gav sig sedan av på en kryssning på Medelhavet och besökte Grekland med sin dotter Victoria. I maj kallades de tillbaka då Edvard plötsligt blivit svårt sjuk. Alexandra anlände till London strax före makens död. Hon vårdade Edvard under hans dödskamp, och skötte hans syrgasmask.

## Drottningmoder
Edvard VII avled 6 maj 1910. Hennes son efterträdde nu sin far som George V och Alexandra fick titeln änkedrottning eller drottningmoder. Edvards testamente gjorde det inte tydligt vilka smycken som tillhörde staten och vilka som var Alexandras personliga, men hon ärvde Sandringham som personlig bostad. Hon kritiserades för att inte överlåta Sandringham på sin son och svärdotter och själv flytta in i York Cottage, men Sandringham var tydligt testamenterat till henne och hennes son vägrade själv att flytta. Däremot tvingades hon lämna Buckingham Palace och flytta tillbaka till Marlbourough House. Hon dröjde med detta till december, något som kritiserades. Under begravningstiden hade hon sällskap av sin syster änkekejsarinna Maria; denna var van vid den ryska etiketten, där änkekejsarinnan hade högre status än kejsarinnan, och ska ha försökt influera Alexandra att göra anspråk på detsamma. Hon närvarande inte vid sonens kröning 1911. 
Som drottningmoder var hon fortsatt aktiv inom representation och sina välgörenhetsengagemang inom sjukvård. Under Balkankrigen utverkade hon extra hjälp med sjukvårdsresurser till Grekland. Hon fortsatte att tillbringa somrarna med sin syster i deras villa i Hvidöre i Danmark, hos sin dotter Maud i Norge och på kryssningar till Grekland, och hon fortsatte att utan framgång ingripa till förmån för Grekland och Danmark.  
Under första världskriget engagerade hon sig fortsatt för Military Nursing Service. Hennes egen hälsa gjorde att hon inte kunde ägna sig åt praktiskt arbete, men hon besökte sjukhusen för att höja moralen. Hon besökte Londons rosförsäljare under Queen Alexandra Rose Day, då hon gjorde en offentlig procession; samtidigt hade offentliga uppgifter nu blivit något hon tyckte allt sämre om eftersom hon nu närmade sig total dövhet. Hon försökte organisera någon form av hjälp åt belgiska kvinnor som utsatts för våldtäkt av tyska soldater, men avråddes. Hon vidarebefordrade uppgifter från brittiska källor till sin syster i Ryssland under kriget. 
Under första världskriget stödde hon sig på opinionen, då hon tvingade sin son George VI att ta ned de tyska furstarnas vapenbanér från St. George's Chapel i Windsor Castle. 
I mars 1917 utbröt ryska revolutionen. Alexandra hade sedan attentatet mot tsar Alexander 1881 betraktat Ryssland som ett instabilt land och kritiserat Rasputins och tsaritsans inflytande i sin korrespondens. Revolutionen skakade Alexandra på grund av hennes oro för hennes syster, änketsaritsan Maria. Tsar Nikolaj II och hans familj hade tillfångatagits av bolsjevikerna och skjutits, medan Maria hade flytt till Krim. Alexandra fick i september 1918 bekräftelse från George V om att tsarfamiljen hade skjutits, och George bad henne tala om det för Maria. Efter krigsslutet evakuerade ett brittiskt skepp Maria och många andra flyktingar från Krim innan det erövrades av bolsjevikerna, och Alexandra kunde välkomna henne till England i Portsmouth 9 maj 1919. Maria bodde sedan i England ett tag innan hon bosatte sig i systrarnas hus i Hvidöre. Alexandra kunde inte längre resa utomlands, men Maria besökte henne ibland. 
Alexandra ska ha sett ung ut fram till första världskriget, då hon snabbt åldrades; hon antog då vanan att sminka sig allt tjockare och bära flor framför ansiktet. Efter kriget drog hon sig tillbaka från det offentliga livet. Hon var vid denna tid helt döv, drabbades av en åkomma som gjorde henne blind på ena ögat, och led under de sista åren av depression och talsvårigheter.

## Eftermäle
Alexandra var populär under hela sitt offentliga liv, och till skillnad från övriga kungafamiljen sällan kritiserad i pressen. Hon finansierade en färja att evakuera de sårade under Mahdistupproret, sjukhusfartyget The Princess of Wales under boerkriget, och grundade Queen Alexandra's Imperial Military Nursing Service, senare Queen Alexandra's Royal Army Nursing Corps, under boerkriget.

## Barn
1. Albert, hertig av Clarence (1864–1892)
2. Georg V av Storbritannien (1865–1936)
3. Louise av Storbritannien (1867–1931), gift med Alexander Duff, hertig av Fife
4. Victoria av Wales (1868–1935)
5. Maud av Storbritannien (1869–1938), gift med Håkon VII av Norge, mor till Olav V av Norge
6. John (född och död 6 april 1871)

## Anfäder
|                      |  |  |  |  |  |  |  |                         |  |  |  |  |  |  |  |                                  |  |  |  |  |  |  |  |                                       |  |  |  |  |  |  |  | Karl Anton August av Holstein-Beck         |
|                      |  |  |  |  |  |  |  |                         |  |  |  |  |  |  |  |                                  |  |  |  |  |  |  |  |                                       |  |  |  |  |  |  |  |                                            |
|                      |  |  |  |  |  |  |  |                         |  |  |  |  |  |  |  |                                  |  |  |  |  |  |  |  | Fredrik Karl Ludvig av Holstein-Beck  |  |  |  |  |  |  |  |                                            |
|                      |  |  |  |  |  |  |  |                         |  |  |  |  |  |  |  |                                  |  |  |  |  |  |  |  |                                       |  |  |  |  |  |  |  |                                            |
|                      |  |  |  |  |  |  |  |                         |  |  |  |  |  |  |  |                                  |  |  |  |  |  |  |  |                                       |  |  |  |  |  |  |  | Frederica av Dohna-Schlobitten             |
|                      |  |  |  |  |  |  |  |                         |  |  |  |  |  |  |  |                                  |  |  |  |  |  |  |  |                                       |  |  |  |  |  |  |  |                                            |
|                      |  |  |  |  |  |  |  |                         |  |  |  |  |  |  |  | Wilhelm av Beck-Glücksburg       |  |  |  |  |  |  |  |                                       |  |  |  |  |  |  |  |                                            |
|                      |  |  |  |  |  |  |  |                         |  |  |  |  |  |  |  |                                  |  |  |  |  |  |  |  |                                       |  |  |  |  |  |  |  |                                            |
|                      |  |  |  |  |  |  |  |                         |  |  |  |  |  |  |  |                                  |  |  |  |  |  |  |  |                                       |  |  |  |  |  |  |  | Karl Leopold, greve av Schlieben           |
|                      |  |  |  |  |  |  |  |                         |  |  |  |  |  |  |  |                                  |  |  |  |  |  |  |  |                                       |  |  |  |  |  |  |  |                                            |
|                      |  |  |  |  |  |  |  |                         |  |  |  |  |  |  |  |                                  |  |  |  |  |  |  |  | Friederike av Schlieben               |  |  |  |  |  |  |  |                                            |
|                      |  |  |  |  |  |  |  |                         |  |  |  |  |  |  |  |                                  |  |  |  |  |  |  |  |                                       |  |  |  |  |  |  |  |                                            |
|                      |  |  |  |  |  |  |  |                         |  |  |  |  |  |  |  |                                  |  |  |  |  |  |  |  |                                       |  |  |  |  |  |  |  | Maria Eleonore av Lehndorff                |
|                      |  |  |  |  |  |  |  |                         |  |  |  |  |  |  |  |                                  |  |  |  |  |  |  |  |                                       |  |  |  |  |  |  |  |                                            |
|                      |  |  |  |  |  |  |  | Kristian IX av Danmark  |  |  |  |  |  |  |  |                                  |  |  |  |  |  |  |  |                                       |  |  |  |  |  |  |  |                                            |
|                      |  |  |  |  |  |  |  |                         |  |  |  |  |  |  |  |                                  |  |  |  |  |  |  |  |                                       |  |  |  |  |  |  |  |                                            |
|                      |  |  |  |  |  |  |  |                         |  |  |  |  |  |  |  |                                  |  |  |  |  |  |  |  |                                       |  |  |  |  |  |  |  | Fredrik II av Hessen-Kassel                |
|                      |  |  |  |  |  |  |  |                         |  |  |  |  |  |  |  |                                  |  |  |  |  |  |  |  |                                       |  |  |  |  |  |  |  |                                            |
|                      |  |  |  |  |  |  |  |                         |  |  |  |  |  |  |  |                                  |  |  |  |  |  |  |  | Karl II av Hessen-Kassel              |  |  |  |  |  |  |  |                                            |
|                      |  |  |  |  |  |  |  |                         |  |  |  |  |  |  |  |                                  |  |  |  |  |  |  |  |                                       |  |  |  |  |  |  |  |                                            |
|                      |  |  |  |  |  |  |  |                         |  |  |  |  |  |  |  |                                  |  |  |  |  |  |  |  |                                       |  |  |  |  |  |  |  | Maria av Storbritannien                    |
|                      |  |  |  |  |  |  |  |                         |  |  |  |  |  |  |  |                                  |  |  |  |  |  |  |  |                                       |  |  |  |  |  |  |  |                                            |
|                      |  |  |  |  |  |  |  |                         |  |  |  |  |  |  |  | Louise Karolina av Hessen-Kassel |  |  |  |  |  |  |  |                                       |  |  |  |  |  |  |  |                                            |
|                      |  |  |  |  |  |  |  |                         |  |  |  |  |  |  |  |                                  |  |  |  |  |  |  |  |                                       |  |  |  |  |  |  |  |                                            |
|                      |  |  |  |  |  |  |  |                         |  |  |  |  |  |  |  |                                  |  |  |  |  |  |  |  |                                       |  |  |  |  |  |  |  | Fredrik V av Danmark                       |
|                      |  |  |  |  |  |  |  |                         |  |  |  |  |  |  |  |                                  |  |  |  |  |  |  |  |                                       |  |  |  |  |  |  |  |                                            |
|                      |  |  |  |  |  |  |  |                         |  |  |  |  |  |  |  |                                  |  |  |  |  |  |  |  | Louise av Danmark                     |  |  |  |  |  |  |  |                                            |
|                      |  |  |  |  |  |  |  |                         |  |  |  |  |  |  |  |                                  |  |  |  |  |  |  |  |                                       |  |  |  |  |  |  |  |                                            |
|                      |  |  |  |  |  |  |  |                         |  |  |  |  |  |  |  |                                  |  |  |  |  |  |  |  |                                       |  |  |  |  |  |  |  | Louise av Storbritannien                   |
|                      |  |  |  |  |  |  |  |                         |  |  |  |  |  |  |  |                                  |  |  |  |  |  |  |  |                                       |  |  |  |  |  |  |  |                                            |
| Alexandra av Danmark |  |  |  |  |  |  |  |                         |  |  |  |  |  |  |  |                                  |  |  |  |  |  |  |  |                                       |  |  |  |  |  |  |  |                                            |
|                      |  |  |  |  |  |  |  |                         |  |  |  |  |  |  |  |                                  |  |  |  |  |  |  |  |                                       |  |  |  |  |  |  |  | Fredrik II av Hessen-Kassel                |
|                      |  |  |  |  |  |  |  |                         |  |  |  |  |  |  |  |                                  |  |  |  |  |  |  |  |                                       |  |  |  |  |  |  |  |                                            |
|                      |  |  |  |  |  |  |  |                         |  |  |  |  |  |  |  |                                  |  |  |  |  |  |  |  | Fredrik III av Hessen-Kassel          |  |  |  |  |  |  |  |                                            |
|                      |  |  |  |  |  |  |  |                         |  |  |  |  |  |  |  |                                  |  |  |  |  |  |  |  |                                       |  |  |  |  |  |  |  |                                            |
|                      |  |  |  |  |  |  |  |                         |  |  |  |  |  |  |  |                                  |  |  |  |  |  |  |  |                                       |  |  |  |  |  |  |  | Maria av Storbritannien                    |
|                      |  |  |  |  |  |  |  |                         |  |  |  |  |  |  |  |                                  |  |  |  |  |  |  |  |                                       |  |  |  |  |  |  |  |                                            |
|                      |  |  |  |  |  |  |  |                         |  |  |  |  |  |  |  | Wilhelm av Hessen-Kassel         |  |  |  |  |  |  |  |                                       |  |  |  |  |  |  |  |                                            |
|                      |  |  |  |  |  |  |  |                         |  |  |  |  |  |  |  |                                  |  |  |  |  |  |  |  |                                       |  |  |  |  |  |  |  |                                            |
|                      |  |  |  |  |  |  |  |                         |  |  |  |  |  |  |  |                                  |  |  |  |  |  |  |  |                                       |  |  |  |  |  |  |  | Karl Wilhelm av Nassau-Usingen             |
|                      |  |  |  |  |  |  |  |                         |  |  |  |  |  |  |  |                                  |  |  |  |  |  |  |  |                                       |  |  |  |  |  |  |  |                                            |
|                      |  |  |  |  |  |  |  |                         |  |  |  |  |  |  |  |                                  |  |  |  |  |  |  |  | Caroline av Nassau-Usingen            |  |  |  |  |  |  |  |                                            |
|                      |  |  |  |  |  |  |  |                         |  |  |  |  |  |  |  |                                  |  |  |  |  |  |  |  |                                       |  |  |  |  |  |  |  |                                            |
|                      |  |  |  |  |  |  |  |                         |  |  |  |  |  |  |  |                                  |  |  |  |  |  |  |  |                                       |  |  |  |  |  |  |  | Karoline Felizitas von Leiningen-Dagsburg  |
|                      |  |  |  |  |  |  |  |                         |  |  |  |  |  |  |  |                                  |  |  |  |  |  |  |  |                                       |  |  |  |  |  |  |  |                                            |
|                      |  |  |  |  |  |  |  | Louise av Hessen-Kassel |  |  |  |  |  |  |  |                                  |  |  |  |  |  |  |  |                                       |  |  |  |  |  |  |  |                                            |
|                      |  |  |  |  |  |  |  |                         |  |  |  |  |  |  |  |                                  |  |  |  |  |  |  |  |                                       |  |  |  |  |  |  |  |                                            |
|                      |  |  |  |  |  |  |  |                         |  |  |  |  |  |  |  |                                  |  |  |  |  |  |  |  |                                       |  |  |  |  |  |  |  | Fredrik V av Danmark                       |
|                      |  |  |  |  |  |  |  |                         |  |  |  |  |  |  |  |                                  |  |  |  |  |  |  |  |                                       |  |  |  |  |  |  |  |                                            |
|                      |  |  |  |  |  |  |  |                         |  |  |  |  |  |  |  |                                  |  |  |  |  |  |  |  | Arvprins Fredrik av Danmark           |  |  |  |  |  |  |  |                                            |
|                      |  |  |  |  |  |  |  |                         |  |  |  |  |  |  |  |                                  |  |  |  |  |  |  |  |                                       |  |  |  |  |  |  |  |                                            |
|                      |  |  |  |  |  |  |  |                         |  |  |  |  |  |  |  |                                  |  |  |  |  |  |  |  |                                       |  |  |  |  |  |  |  | Juliana Maria av Braunschweig-Wolfenbüttel |
|                      |  |  |  |  |  |  |  |                         |  |  |  |  |  |  |  |                                  |  |  |  |  |  |  |  |                                       |  |  |  |  |  |  |  |                                            |
|                      |  |  |  |  |  |  |  |                         |  |  |  |  |  |  |  | Louise Charlotta av Danmark      |  |  |  |  |  |  |  |                                       |  |  |  |  |  |  |  |                                            |
|                      |  |  |  |  |  |  |  |                         |  |  |  |  |  |  |  |                                  |  |  |  |  |  |  |  |                                       |  |  |  |  |  |  |  |                                            |
|                      |  |  |  |  |  |  |  |                         |  |  |  |  |  |  |  |                                  |  |  |  |  |  |  |  |                                       |  |  |  |  |  |  |  | Ludvig Fredrik I av Schwarzburg-Rudolstadt |
|                      |  |  |  |  |  |  |  |                         |  |  |  |  |  |  |  |                                  |  |  |  |  |  |  |  |                                       |  |  |  |  |  |  |  |                                            |
|                      |  |  |  |  |  |  |  |                         |  |  |  |  |  |  |  |                                  |  |  |  |  |  |  |  | Anna Sophie av Schwarzburg-Rudolstadt |  |  |  |  |  |  |  |                                            |
|                      |  |  |  |  |  |  |  |                         |  |  |  |  |  |  |  |                                  |  |  |  |  |  |  |  |                                       |  |  |  |  |  |  |  |                                            |
|                      |  |  |  |  |  |  |  |                         |  |  |  |  |  |  |  |                                  |  |  |  |  |  |  |  |                                       |  |  |  |  |  |  |  | Charlotte Sophie av Saxe-Coburg-Saalfeld   |
|                      |  |  |  |  |  |  |  |                         |  |  |  |  |  |  |  |                                  |  |  |  |  |  |  |  |                                       |  |  |  |  |  |  |  |                                            |